# Вознесенское сельское поселение (Воронежская область)
Вознесенское сельское поселение — муниципальное образование в Таловском районе Воронежской области.
Административный центр — посёлок Вознесенский.

## Административное деление
В состав поселения входят:
- посёлок Вознесенский,
- посёлок Верхняя Орловка,
- посёлок Докучаевский,
- посёлок Новый Пахарь,
- посёлок Покровский.

## История
Вознесенский сельсовет образован в 1921 году согласно постановлению ВЦИК и СНКК РСФСР № 147 от 24.12.1917 года и Указу ПВС РСФСР от 12.01.1965 года « Об изменениях в административно территориальном делении Воронежской области». 